# David C. Lindberg
David C. Lindberg (15 de noviembre de 1935-6 de enero de 2015) fue un historiador de la ciencia estadounidense, especialista en el Medievo. 

## Trayectoria
Lindberg se licenció en Física en la Universidad de Northwestern y se doctoró en Historia y Filosofía de la Ciencia en la Universidad de Indiana.
Era especialista en Historia de la Ciencia medieval pero también de la Ciencia Occidental temprana. Se preocupó por la Física en su relación con la filosofía y la religión. Escribió cerca de una docena de libros especializados.
Su trabajo ha sido premiado por la John Simon Guggenheim Memorial Foundation, la Fundación Nacional de la Ciencia, la Fundación Nacional de las Humanidades, el Instituto de Estudios Avanzados de Princeton, la Sociedad de Historia de la Ciencia, la Academia Medieval de Estados Unidos, y la Universidad de Wisconsin-Madison. Ha sido Presidente de la Sociedad de Historia de la Ciencia, habiendo recibido el mayor reconocimiento por una vida de logros académicos: la Medalla George Sarton (1999).
Junto a Ronald Numbers, coeditó dos antologías sobre la relación entre la ciencia y la religión. Además, Lindberg participó en la edición del octavo volumen de la Cambridge History of Science.

## Obras
- John Pecham and the Science of Optics: Perspectiva Communis (1970).
- Theories of Vision from al-Kindi to Kepler (1976).[5]
- Science in the Middle Ages (1978), compilador de esa obra colectiva y participante en ella.[6][7][8]
- Studies in the History of Medieval Optics (1983).[9]
- Roger Bacon's Philosophy of Nature (1983).
- The Genesis of Kepler's theory of light: Light metaphysics from Plotinus to Kepler (1976).
- God and Nature (1986), editor, con Ronald Numbers.
- Reappraisals of the Scientific Revolution (1990), editor de esa obra colectiva, con Robert S. Westman.[10][11][12]
- The Beginnings of Western Science, 600 B.C. to A.D. 1450 (1992).[13][14] Tr.: Los inicios de la ciencia occidental, Barcelona, Paidós, 2002 ISBN 9788449312939.
- Roger Bacon and the Origins of Perspectiva in the Middle Ages (1996).
- When Science and Christianity Meet (2003), editor de esa obra colectiva, con Ronald Numbers.[15][16]